# Cantopelopia robacki
Cantopelopia robacki är en tvåvingeart som beskrevs av Lehmann 1979. Cantopelopia robacki ingår i släktet Cantopelopia och familjen fjädermyggor.
Artens utbredningsområde är Kongo. Inga underarter finns listade i Catalogue of Life.